# Yantenga
Pour les articles homonymes, voir Yatenga.
Yantenga, également orthographié Yatenga, est un village du département et la commune rurale de Diabo, situé dans la province du Gourma et la région de l’Est au Burkina Faso.

## Géographie

### Situation et environnement
Le village de Yantenga est situé à 2 km à l’ouest de Diabo, le chef-lieu du département.

### Démographie
- En 2006, le village comptait 858 habitants recensés[1].

## Économie
La retenue d’eau créée par le barrage en remblai permet une importante activité maraichère sur le territoire de la commune, qui toutefois ne pratique pas la culture du coton.

## Santé et éducation
Le centre de soins le plus proche de Yantenga est le centre de santé et de promotion sociale (CSPS) de Diabo.
Le village dispose d'une école de cinq classes.